# 环式激光陀螺

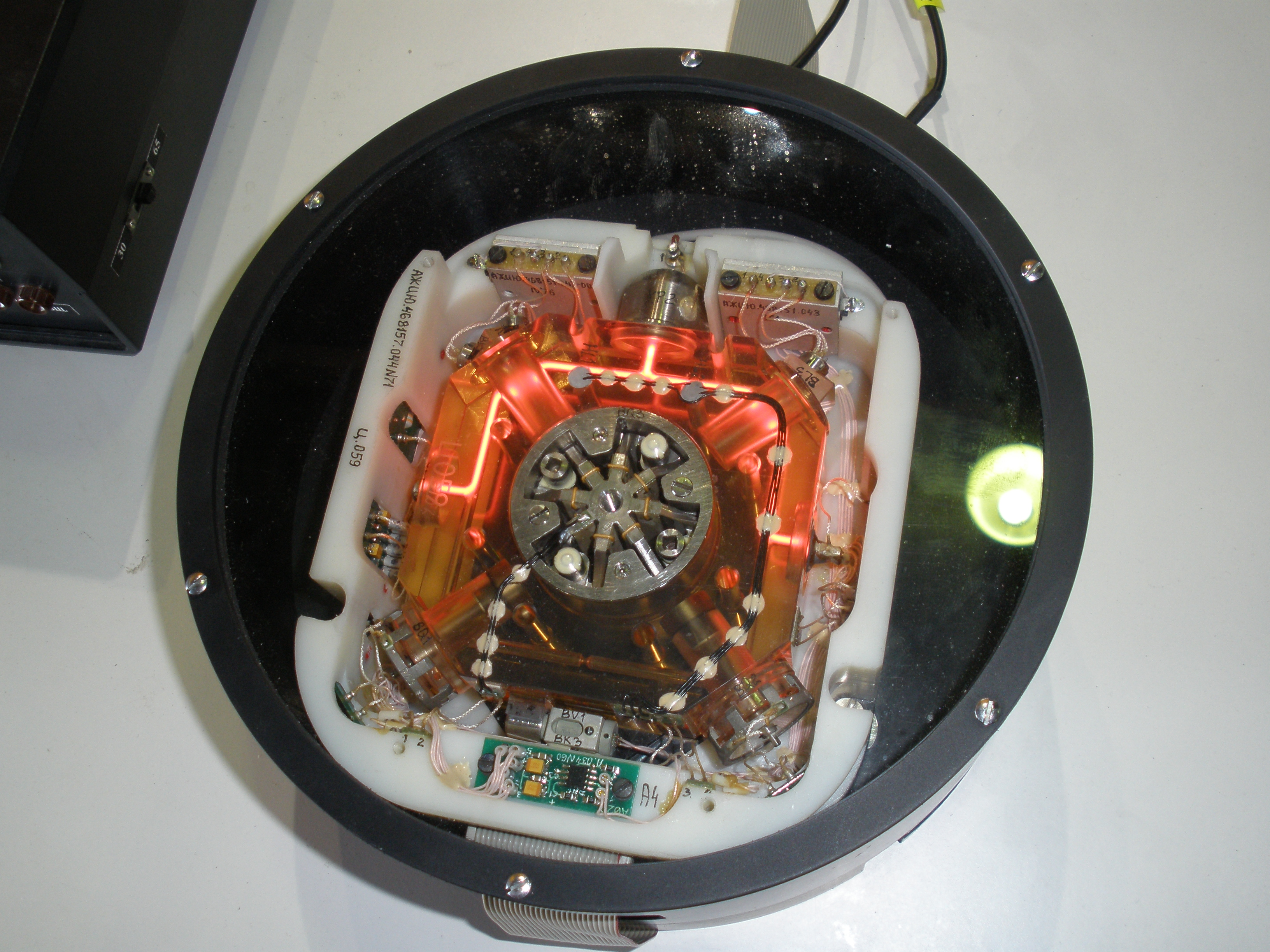
环式激光陀螺仪。

环式激光陀螺 （缩写为RLG）包括一个环式激光仪，在同一光路中反向传播同一光源输出的激光，通过萨尼亚克效应来检测外界环形的旋转角速度。

## 描述
1963年美国的Macek与Davis首次进行了环式激光陀螺的实验。  全世界不同的机构随后进一步研制环式激光技术，现在惯性导航系统中数以万计的环式激光陀螺工作在高精度状态，漂移不确定性好于0.01°/小时，平均故障间隔超过60,000小时。

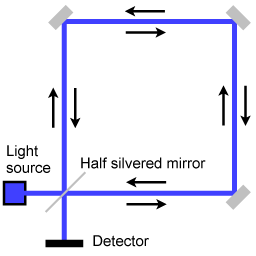
环式激光器的工作模式。

环式激光陀螺的优点是没有移动部件，因而没有摩擦，也就没有内在的漂移。相比于传统的机械陀螺，它更为紧凑、更轻。 
环式激光陀螺现在广泛应用于军机、民航飞机、船只、空间飞行等惯性导航系统。